# Джонстаун (Колорадо)
Джонстаун (англ. Johnstown) — місто (англ. town) в США, в округах Ларімер і Велд штату Колорадо. Населення — 17 303 особи (2020).

## Географія
Джонстаун розташований за координатами 40°23′23″ пн. ш. 104°58′10″ зх. д. / 40.38972° пн. ш. 104.96944° зх. д. (40.389789, -104.969443).  За даними Бюро перепису населення США в 2010 році місто мало площу 35,25 км², з яких 35,03 км² — суходіл та 0,23 км² — водойми. Розташоване на висоті 1479 метрів над рівнем моря.

## Демографія
Згідно з переписом 2010 року, у місті мешкало 9887 осіб у 3356 домогосподарствах у складі 2738 родин. Густота населення становила 280 осіб/км².  Було 3554 помешкання (101/км²).
Расовий склад населення:
| - 89,4 % — білих - 0,8 % — азіатів - 0,6 % — корінних американців - 0,4 % — чорних або афроамериканців - 6,3 % — осіб інших рас |

До двох чи більше рас належало 2,5 %. Частка іспаномовних становила 16,8 % від усіх жителів.
За віковим діапазоном населення розподілялося таким чином: 31,2 % — особи молодші 18 років, 60,1 % — особи у віці 18—64 років, 8,7 % — особи у віці 65 років та старші. Медіана віку мешканця становила 33,7 року. На 100 осіб жіночої статі у місті припадало 103,2 чоловіків;  на 100 жінок у віці від 18 років та старших — 99,4 чоловіків також старших 18 років.
Середній дохід на одне домашнє господарство  становив 96 837 доларів США (медіана — 81 313), а середній дохід на одну сім'ю — 104 175 доларів (медіана — 87 149). Медіана доходів становила 62 180 доларів для чоловіків та 41 700 доларів для жінок. За межею бідності перебувало 1,4 % осіб, у тому числі 1,6 % дітей у віці до 18 років та 0,0 % осіб у віці 65 років та старших.
Цивільне працевлаштоване населення становило 6307 осіб. Основні галузі зайнятості: освіта, охорона здоров'я та соціальна допомога — 17,2 %, науковці, спеціалісти, менеджери — 13,2 %, роздрібна торгівля — 12,5 %.